# Teutomato
Teutomato (fl. I secolo a.C.) è stato un principe gallo che, nel I secolo a.C., regnò sulla tribù dei Nitiobrogi ed ebbe un ruolo tra gli avversari che Cesare incontrò nella sua campagna di Gallia.

## Citazioni
È conosciuto per due menzioni di Giulio Cesare nel suo De bello Gallico (Libro vii, 31 e 46):
- Figlio di un notabile di nome Ollovico (« che aveva ricevuto dal Senato il titolo di amico»), si unì a Vercingetorige, nel 52 a.C., con un contingente di cavalieri nitiobrogi e dei mercenari reclutati in Aquitania, dopo la presa di Avarico da parte dei romani.
- Durante l'assedio di Gergovia, quando i romani si impadronirono di uno dei campi, viene sorpreso nella sua tenda mentre era intento a una siesta pomeridiana. Riuscirà a fuggire seminudo, ma il suo cavallo rimane ferito.

(Cesare, De bello Gallico, VII, 46.)
Si stima che il contingente da lui guidato fosse composto da circa 5 000 uomini.

## Fonti
- Venceslas Kruta, Les Celtes, Histoire et Dictionnaire, Éditions Robert Laffont, coll. « Bouquins », Paris, 2000 ISBN 2-7028-6261-6
- John Haywood (intr. Barry Cunliffe, trad. Colette Stévanovitch), Atlas historique des Celtes, éditions Autrement, Paris, 2002 ISBN 2-7467-0187-1